# Villinge-Boskapsö naturreservat
Villinge-Boskapsö naturreservat är ett naturreservat i Värmdö kommun i Stockholms län.
Området är naturskyddat sedan 1987 och är 340 hektar stort. Reservatet omfattar Boskapsön och den sammanväxta delen Långholmen i väster. Reservatet består av betesmark och talldominerad barrskog.